# Uraz (województwo zachodniopomorskie)
Uraz (niem. Kalenberg) – osada w Polsce położona w województwie zachodniopomorskim, w powiecie drawskim, w gminie Złocieniec. W latach 1975–1998 miejscowość administracyjnie należała do województwa koszalińskiego. W roku 2007 osada liczyła 9 mieszkańców. Miejscowość wchodzi w skład sołectwa Warniłęg. Najbardziej na wschód położona miejscowość gminy.

## Geografia
Osada leży ok. 3,5 km na północny wschód od Warniłęga, nad północnym brzegiem jeziora Drawsko.